# John L. Robinson
John Larne Robinson (* 3. Mai 1813 bei Maysville, Kentucky; † 21. März 1860 in Rushville, Indiana) war ein US-amerikanischer Politiker. Zwischen 1847 und 1853 vertrat er den Bundesstaat Indiana im US-Repräsentantenhaus.

## Werdegang
John Robinson besuchte die öffentlichen Schulen seiner Heimat. Später zog er in das Rush County in Indiana, wo er in Milroy im Handel arbeitete. Zwischen 1841 und 1845 war er als County Clerk bei der Bezirksverwaltung angestellt. Politisch schloss sich Robinson der Demokratischen Partei an.
Bei den Kongresswahlen des Jahres 1846 wurde er im dritten Wahlbezirk von Indiana in das US-Repräsentantenhaus in Washington, D.C. gewählt, wo er am 4. März 1847 die Nachfolge von Thomas Smith antrat. Nach zwei Wiederwahlen konnte er bis zum 3. März 1853 drei Legislaturperioden im Kongress absolvieren. Diese waren zunächst noch von den Ereignissen des Mexikanisch-Amerikanischen Krieges geprägt. Ab 1849 war Robinson Vorsitzender des Straßen- und Kanalausschusses.
Nach seinem Ausscheiden aus dem US-Repräsentantenhaus war John Robinson US Marshal für den südlichen Teil des Staates Indiana. Dieses Amt bekleidete er von 1853 bis zu seinem Tod. Außerdem war er Inspekteur im vierten Militärbezirk von Indiana. In den Jahren 1856 bis 1859 fungierte Robinson auch als Kurator der Indiana University in Bloomington. Er starb am 21. März 1860 in Rushville, wo er auch beigesetzt wurde.